# Alberto Callejo
Alberto Callejo Román (Madrid, 8 de abril de 1932 – 21 de agosto de 2013) fue un jugador internacional español de fútbol, que desarrolló casi toda su trayectoria en el Atlético de Madrid, donde jugó en varias posiciones, sobre todo como defensa.

## Trayectoria
Callejo inició su trayectoria en equipos de base de la capital de España, como el Almendros, el Racing Labrador y el Cuatro Caminos, fichando en 1949 por el Atlético de Madrid que en sus primeras temporadas como rojiblanco lo cedió al Rayo Vallecano, Granada CF y Real Oviedo, debutando como jugador del primer equipo rojiblanco en la temporada 1951/52.
En el conjunto colchonero militó durante 11 temporadas, hasta la 1962/63, en las que jugó 174 partidos de Liga, marcando 18 goles. Tras su retirada, el club madrileño le brindó un partido homenaje, el 6 de enero de 1965 ante el Toulouse francés, ganando el Atlético por 2 goles a 1.
Ganó dos Copas del Generalísimo, una Recopa de Europa y una Copa Eva Duarte, antecedente de la actual Supercopa de España.
Falleció el 21 de agosto de 2013 a los 81 años.

### Selección nacional
Callejo fue tres veces internacional, siendo seleccionador Manuel Meana. Su debut tuvo lugar el 13 de marzo de 1958 en París, en un partido amistoso que empataron a dos las selecciones de España y Francia en el Parque de los Príncipes.
| Fecha      | Competición | Estadio                 | Ciudad               | Encuentro        | Encuentro | Encuentro |
| ---------- | ----------- | ----------------------- | -------------------- | ---------------- | --------- | --------- |
| 13/03/1958 | Amistoso    | Parque de los Príncipes | París (Francia)      | Francia          | 2:2       | España    |
| 19/03/1958 | Amistoso    | Waldstadion             | Frankfurt (Alemania) | Alemania Federal | 2:0       | España    |
| 13/04/1958 | Amistoso    | Santiago Bernabéu       | Madrid               | España           | 1:0       | Portugal  |

## Títulos

### Competiciones internacionales
- 1 Recopa de Europa: 1962 (Atlético de Madrid)

### Competiciones nacionales
- 2 Copas del Generalísimo: 1960 y 1961 (Atlético de Madrid)